# The House of the Dead
The House of the Dead ist ein 1996 erschienenes Lightgun-Shooter-Videospiel von Sega, in dem sich der Spieler in der Rolle eines Agenten der Regierung durch Horden von Zombies schießen muss. Der Titel erschien sowohl als Arcade-Spiel als auch in einer Version für PCs. 2003 und 2006 erschienen außerdem zwei Verfilmungen des Videospiels unter demselben Titel.

## Inhalt
Zwei Agenten der Regierung, Rogan und G, werden damit beauftragt, dem mysteriösen Verschwinden mehrerer Personen auf den Grund zu gehen, das mit einem verlassenen alten Herrenhaus in Zusammenhang zu stehen scheint. Es wird vermutet, dass das Haus von Curien, einem verrückten Wissenschaftler bewohnt wird, der für seine gefährlichen, unmenschlichen Experimente berüchtigt ist. Die Agenten stoßen bald auf das Ergebnis der Experimente – biologisch erschaffene und manipulierte, blutdürstende Zombies.
Rogan und G müssen ihren Verstand und ihre Waffen gebrauchen, um Curien zu finden und aufzuhalten, bevor seine Zombies die Zivilisation in Gefahr bringen können. Rogans Motive sind indes persönlicher Natur, da seine Freundin Sophie sich unter den Vermissten befindet.

## Spielprinzip
Beim Spielprinzip handelt es sich um einen sogenannten Rail Shooter. Das Spiel wird mit der Lightgun alleine oder zu zweit gespielt. Die Bewegung innerhalb der dreidimensionalen Spielwelt erfolgt dabei automatisch, die Spieler müssen lediglich (aus der Sicht der Agenten) die auftauchenden Gegner unter Beschuss nehmen. Um Verletzungen durch gegnerische Attacken zu entgehen, sind präzises Zielen, gute Reaktionen und ein schneller Finger am Abzug gefragt.

## Nachfolger

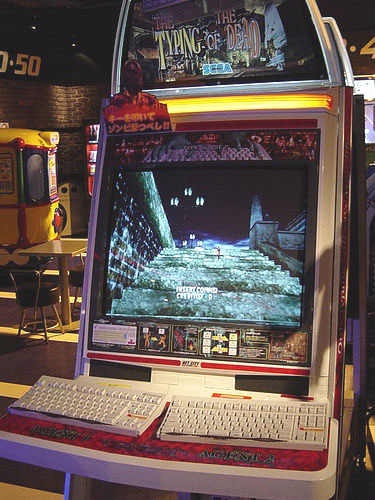
Spinoff The Typing of the Dead (Arcade-Version, 2000)

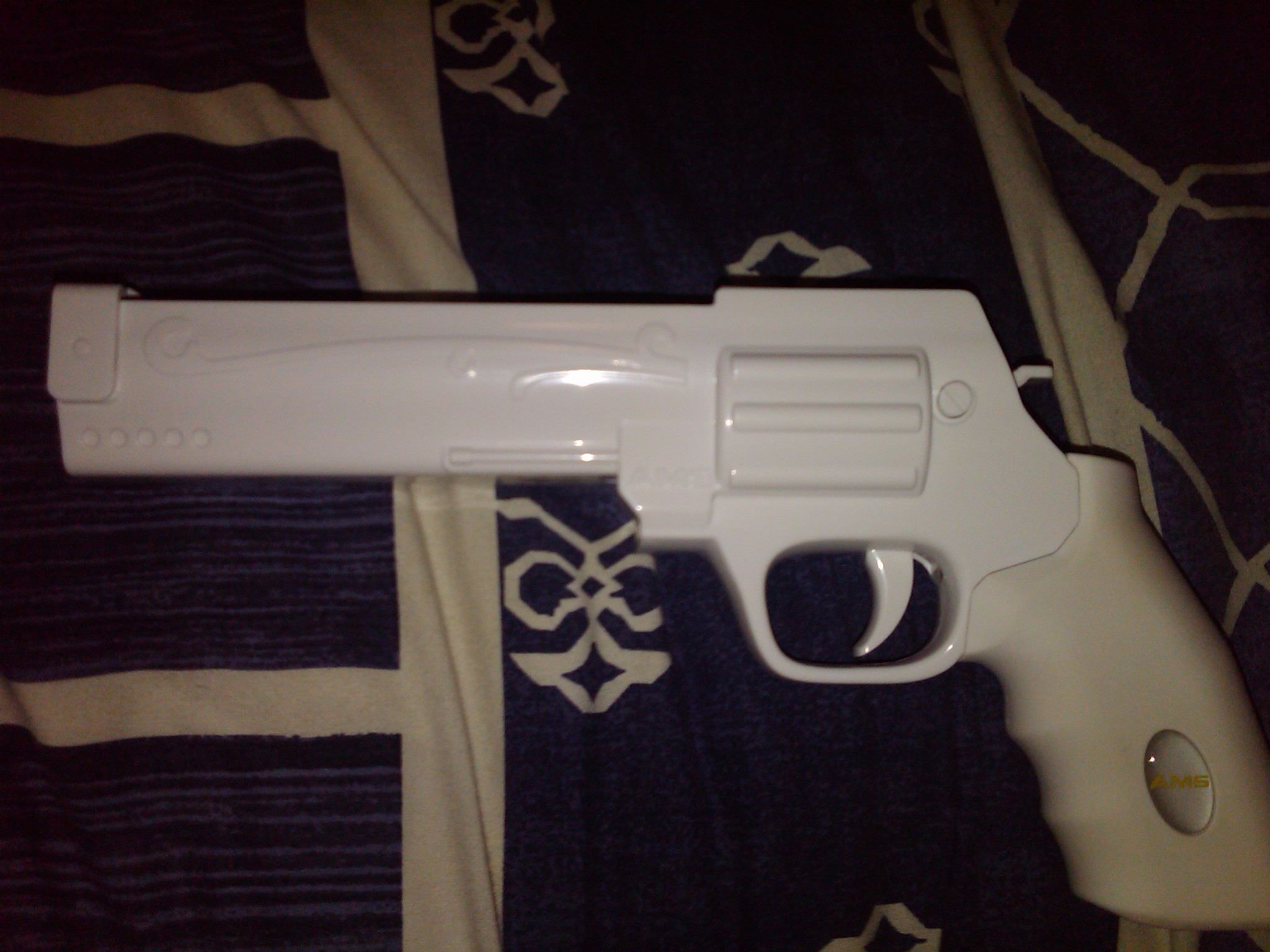
Lightgun für House of the Dead: Overkill (Wii, 2009)

The House of the Dead erfreute sich insbesondere in den USA großer Beliebtheit, es folgten The House of the Dead 2 (1998/Spielhalle/Sega Dreamcast/Wii) und The House of the Dead III (2003/Microsoft XBox/PC/Wii/PlayStation 3), The House of the Dead 4 (2005/Spielhalle/PlayStation 3), The House of the Dead: Overkill (2009/Wii) und The House of the Dead: Overkill Extended Cut (2011/PlayStation 3). Außerdem gibt es mehrere Spin-offs, wie The Typing of the Dead (2000).
The House of the Dead 2 setzt am Ende des ersten Teils ein: G und Rogan hatten dort das Haus des verrückten Professors Curien von den Untoten befreit. Wie es scheint, ist der Professor dabei gestorben. Nun (drei Jahre später) wird plötzlich eine ganze Stadt von Untoten bedroht. Die Agenten Gary, James, Harry und Amy machen sich auf den Weg in die Stadt, um G zu finden, da dieser ein Spezialist in Sachen Zombies ist. Dieser wird am Anfang des Spielverlaufs schwer verletzt.
Wie alle The-House-of-the-Dead-Teile wird auch der zweite Teil mit der Lightgun in der Ego-Perspektive gespielt. Multiplayer ist möglich.
Das Spiel wird in einzelner Form für die Sega-Konsole Dreamcast angeboten. Danach folgte der dritte Teil für die Xbox. Dieser wurde mit Teil 2 inklusive verkauft. Ein Remake dieses Doppelpacks ist am 28. März 2008 in Europa für die Nintendo Wii erschienen. Da der zweite Teil aber bereits in Deutschland indiziert wurde, wurden diese beiden Spiele ebenfalls nicht dort veröffentlicht.
Am 13. Februar 2009 wurde The House of the Dead: Overkill für Nintendos Wii-Konsole veröffentlicht. Neben der normalen Version ist das Spiel auch als Special Edition mit einem Comic, der den Titel „Prelude to an overkill“ trägt, auf dem Markt erschienen. Ebenso wie bereits dessen Vorgänger ist auch Overkill nicht in Deutschland veröffentlicht worden. Im europäischen Ausland hingegen ist das Spiel erhältlich. Das Spiel steht im Guinness-Buch der Rekorde durch das häufigste Vorkommen des Wortes Fuck.
Da The House of the Dead 2 (zumindest in der Xbox- und Dreamcast-Version) über ein variierbares Blutlevel (d. h. die Farbe des Blutes, die Option: Blutlachen, die abgetrennten Körperteile und die Einschusswunden) verfügt, ist das Spiel in Deutschland indiziert.
Nachdem bereits im Januar 2012 angekündigt wurde, den bis dato nur in der Spielhalle spielbaren Titel The House of the Dead 4 als Download anzubieten, wurde nun das Erscheinungsdatum bekannt gegeben. So wird The House of the Dead 4 am 17. April im PSN als Downloadtitel verfügbar sein und mit einigen Erweiterungen nebst Trophy-Unterstützung aufwarten können.
Am 25. April 2013 veröffentlichte SEGA einen Ableger von The House of the Dead für Mobilgeräte. Der Name des Ablegers lautet House of the Dead Overkill: The Lost Reels. In der deutschen Version des Spiels ist das Blut im Spiel grün dargestellt. Die Kritiken des Spiels fielen aufgrund des hohen Preises und des geringen Umfangs durchschnittlich aus.
Mit House of the Dead - Scarlet Dawn erschien 2018 der bisher letzte Teil des Rail-Shooters als Arcade-Version.
2022 veröffentlichte SEGA als Neuauflage The House of the Dead: Remake.

## Altersbeschränkungen
PEGI stufte die Teile zwei und drei der Serie mit „freigegeben ab 16 Jahren“ ein. Begründet wurden die Altersbeschränkungen durch die Gewaltdarstellung der Spiele. Das amerikanische ESRB bewertete die drei Teile mit „Mature“, einer Freigabe ab 17 Jahren.

## Verfilmungen
2003 erlebte unter dem Titel House of the Dead ein Horrorfilm von Uwe Boll auf der Grundlage der erfolgreichen Spielereihe in amerikanischen Kinos seine Premiere, der inzwischen auch auf DVD erhältlich ist. Die Qualität des Films und seine Nähe zur Vorlage sind umstritten. Die BPjM indizierte die ungekürzte Fassung von House of the Dead, die zuvor mit einem SPIO/JK-Gutachten freigegeben wurde. Darüber hinaus existiert eine gekürzte DVD, die von der FSK mit Keine Jugendfreigabe geprüft wurde und öffentlich verkauft werden darf. Unter den Schauspielern findet sich hier u. a. Jürgen Prochnow, der auch in anderen Werken Uwe Bolls auftrat.
2006 erschien der Nachfolgefilm House of the Dead II.